# Волжин, Александр Николаевич
Алекса́ндр Никола́евич Волжин (20 мая 1860 — 2 января 1933, Ницца) — русский государственный деятель, действительный статский советник (01.01.1910), первый Холмский губернатор, обер-прокурор Святейшего синода, член Государственного Совета по назначению.

## Биография
Происходил из старинного дворянского рода Курской губернии. Землевладелец Курской (1160 десятин) и Подольской (имение жены в 2300 десятин) губерний. Сын дмитриевского уездного предводителя дворянства отставного штабс-ротмистра Николая Николаевича Волжина (1821—1872/1887).
Окончил гимназический курс (с отличием) и университетское отделение в лицее цесаревича Николая, затем выдержал экзамен из предметов, читанных на юридическом факультете. По отбытии воинской повинности отправился за границу для ознакомления с сельскохозяйственным делом в Венгрии и Баварии. Вернувшись в Россию, занялся сельским хозяйством в своем курском имении. 24 ноября 1889 года был назначен ольгопольским уездным предводителем дворянства, а в 1897 году — подольским губернским предводителем дворянства.
Чины: камергер (1902), действительный статский советник (1910), в должности гофмейстера (1914).
С февраля 1904 года — Седлецкий губернатор. Состоял действительным членом Киевского клуба русских националистов, а также почетным членом Холмского Свято-Богородицкого братства и Российского Общества Красного Креста.
С 1 сентября 1913 года — первый губернатор вновь учреждённой Холмской губернии. С 7 июля 1914 — директор департамента общих дел МВД. 30 сентября 1915 года был назначен исполняющим должность обер-прокурора Святейшего Синода, 1 января 1916 года утверждён в должности. В 1915 году состоялись перевод Петроградского митрополита Владимира (Богоявленского) в Киев и назначение на Петроградскую кафедру митрополита Питирима (Окнова).
7 августа 1916 года, по настоянию императрицы, был уволен от должности с назначением в Государственный совет.
С 1917 — за штатом.
После Февральской революции выехал на юг страны, в марте 1918 года эмигрировал. Жил на Мальте, в Италии, Баварии, в последние годы — во Франции, в Ницце. Похоронен на кладбище Кокад в Ницце.

## Семья
Был женат на княжне Ольге Алексеевне Долгоруковой (1867—1946). Их дети:
- Николай (1887—1948), воспитанник Александровского лицея, чиновник Государственной канцелярии. В эмиграции в Бельгии.
- Алексей (1891—1946), воспитанник Александровского лицея, штабс-ротмистр Кавалергардского полка. В эмиграции в Бессарабии.
- Елизавета (1894—?)

## Награды
- Орден Святой Анны 3-й степени (30.08.1894)
- Орден Святой Анны 2-й степени (14.05.1896)
- Орден Святого Владимира 4-й степени (06.12.1899)
- Орден Святого Владимира 3-й степени (21.02.1913)
- Орден Святого Станислава 1-й степени (06.04.1914)
- Орден Святой Анны 1-й степени (05.04.1915)

- Медаль «В память коронации императора Александра III» (1883)
- Медаль «В память царствования императора Александра III» (1896)
- Медаль «В память коронации Императора Николая II» (1896)
- Медаль «За труды по первой всеобщей переписи населения» (1897)
- Медаль Красного Креста «В память русско-японской войны 1904—1905 гг.» (1906)
- Медаль «В память 100-летия Отечественной войны 1812 г.» (1912)
- Медаль «В память 300-летия царствования дома Романовых» (1913)